# Kebnekaise
Der Kebnekaise (samisch Giebnegáisi oder Giebmegáisi, auf Deutsch etwa „Kessel-Kamm“) ist mit 2096,8 Metern (Nordgipfel, bestehend aus Fels) der höchste Berg Schwedens. Er bildet das Zentrum des Kebnekaise-Massivs im nördlichen Teil des Skandinavischen Gebirges und liegt in Lappland, ungefähr 150 Kilometer nördlich des Polarkreises und etwa 70 km westlich von Kiruna.
Früher war der vergletscherte Südgipfel höher als der Nordgipfel (er wird seit 1880 vermessen). 2018 war er, bedingt durch die globale Erwärmung und die dadurch bedingte Gletscherschmelze, erstmals niedriger als der Nordgipfel.
Vom Ausgangspunkt in Nikkaluokta sind es etwa 19 zumeist leicht zu gehende Kilometer bis zur Kebnekaise fjällstation, wobei 6 km am See Ladtjojaure mit einem Boot zurückgelegt werden können. 13 km hinter der Kebnekaise fjällstation trifft der Weg bei Singi auf den beliebten Wanderweg Kungsleden.
Etwa zwei Kilometer hinter der Fjällstation auf dem Weg nach Singi gibt es zwei Wege, um den Gipfel zu erreichen:
Västra Leden – Kebnekaise
Der westliche (Normal-)Weg führt ausschließlich über steinige Hänge und über den Vorgipfel Vieranvarri zur vergletscherten Gipfelpyramide. Auf dieser Strecke muss man einen kräftigen und kraftraubenden Höhenverlust hinter dem Vieranvarri in Kauf nehmen. Die einfache Strecke ist etwa zehn Kilometer lang, für die fünf bis sieben Stunden (je nach Kondition und Wetterlage) einkalkuliert werden müssen.
Östra Leden – Kebnekaise
Diese Route führt über Gletscher und felsige Passagen (I. bis II. Schwierigkeitsgrad nach UIAA) und beinhaltet fest montierte, klettersteigartige Eisendrähte und -sicherungen in luftiger Höhe. Dieser Weg ist unerfahrenen Bergsteigern grundsätzlich nur mit einem Bergführer zu empfehlen – dieser ist an der Kebnekaise fjällstation zu buchen. Die einfache Strecke ist ungefähr sieben Kilometer lang, man benötigt vier bis sechs Stunden bis zum Gipfel.
Ein dritter Weg, genannt Durlings led, geht vom Kungsleden zwischen den Hütten Singi und Sälka aus. Dieser Weg geht kontinuierlich bergauf, verlangt keine Kletterei und vermeidet den Umweg über den Vierranvarri, führt jedoch größtenteils durch ein Geröllfeld und vereint sich mit dem Västra Leden am Kaffeedalen.
Dem Kebnekaise vorgelagert ist der Berg Tuolpagorni (1662 m). An der Ostflanke des Berges befindet sich im Tal von Tarfala eine glaziologische Forschungsstation, wo man in einer in der Saison bewirtschafteten Hütte auch übernachten kann.
Nördlich des Breitengrades, auf dem der Kebnekaise liegt, gibt es in ganz Eurasien keine höheren Berge mehr. Aufgrund der besonderen Lage kann man bei klarem Wetter vom Gipfel ca. 10 % des gesamten schwedischen Staatsgebietes überblicken, was mehr als die gesamte Landesfläche der Schweiz ausmacht.
Im Kebnekaisemassiv kommt verbreitet Permafrost vor. Diese Annahme wird gestützt durch eine 100 m tiefe Bohrung im östlich davon liegenden Tarfalatal. Das oberhalb der Forschungsstation Tarfala liegende Bohrloch auf 1540 Meter zeigt noch in 100 m Tiefe eine ganzjährig stabile Felstemperatur von −2,75 °C, was entsprechend der hier gemessenen Temperaturzunahme mit der Tiefe auf eine Permafrostmächtigkeit von rund 330 Metern hinweist. Im ganzen, fast 2100 m hohen Gipfelbereich des Kebnekaise ist somit Permafrost mit einer Mächtigkeit von vielen hundert Metern vorhanden.
Bekannt ist der Name Kebnekaise auch im Zusammenhang mit dem Roman Die wunderbare Reise des kleinen Nils Holgersson mit den Wildgänsen von Selma Lagerlöf und der hierauf basierenden Zeichentrickserie. Die Leitgans trägt dort den Namen „Akka von Kebnekaise“.
Am 15. März 2012 kam es am Kebnekaise zum Unfall eines Transportflugzeuges. Die Maschine vom Typ Lockheed C-130 Hercules der Norwegischen Streitkräfte kollidierte mit der Westseite des Berges wenig unterhalb des Grates zwischen Nord- und Südgipfel; die fünf Insassen kamen dabei ums Leben. Das Flugzeug nahm an einem Militärmanöver teil und war bei schlechten Wetterverhältnissen auf dem Weg vom Flughafen Harstad/Narvik in Evenes nach Kiruna.

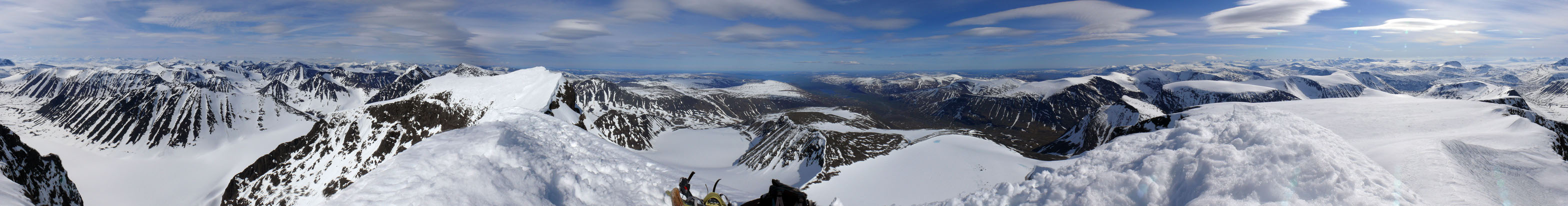
Panorama-Blick vom Gipfel des Berges, Juni 2007

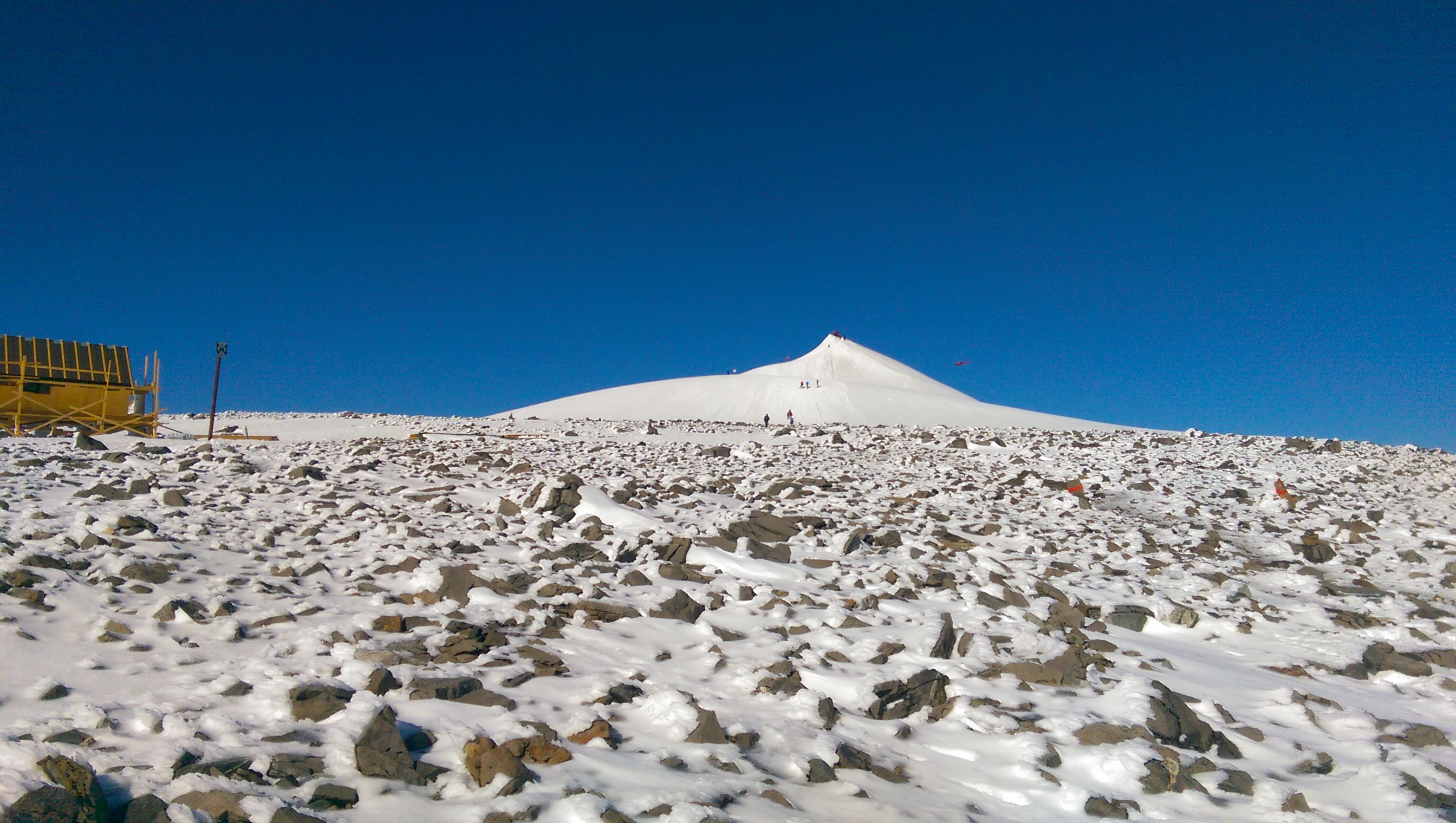
Blick auf Kebnekaise sydtoppen
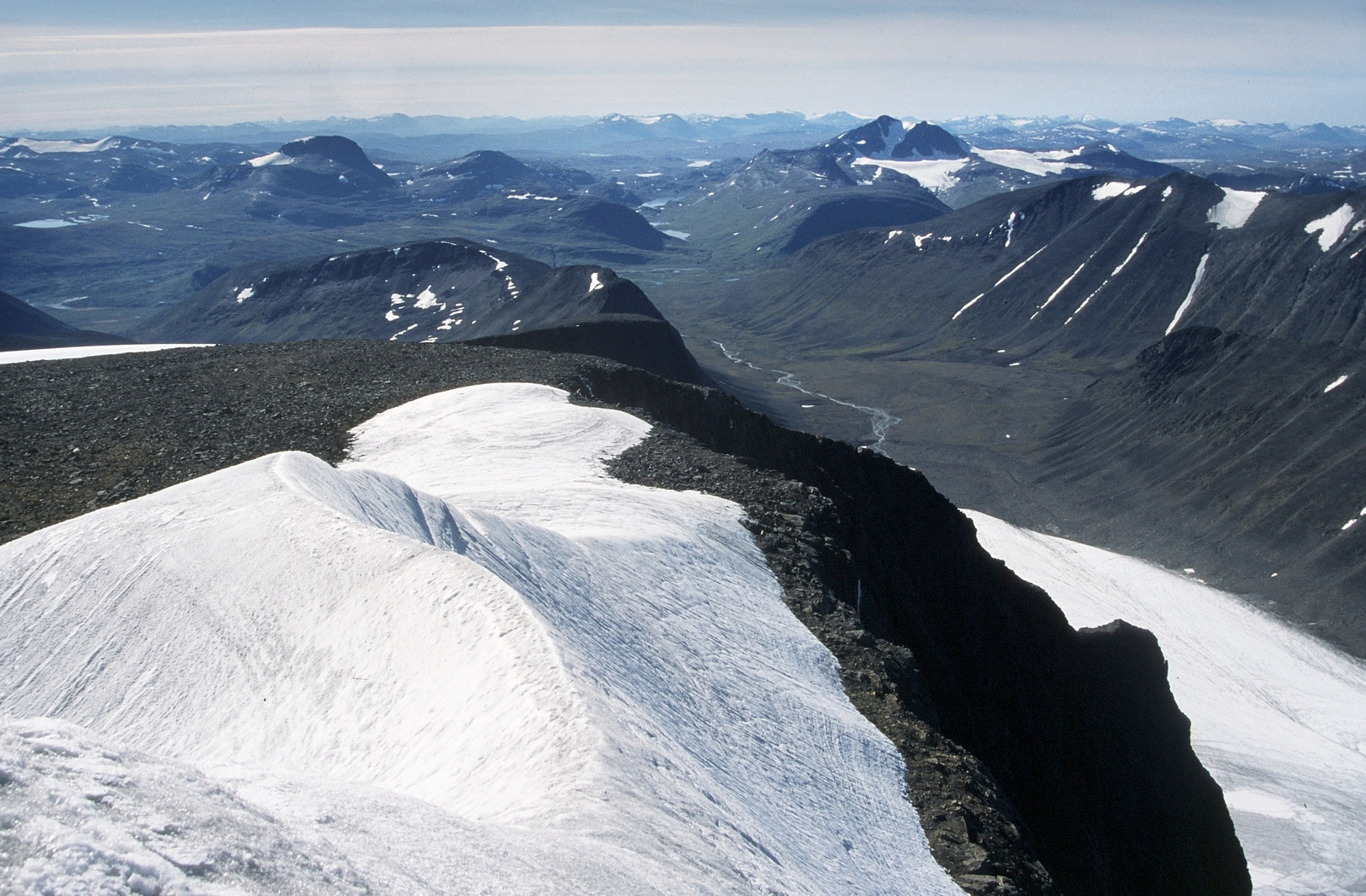
Blick vom Sydtoppen (2104 m) nach Westen
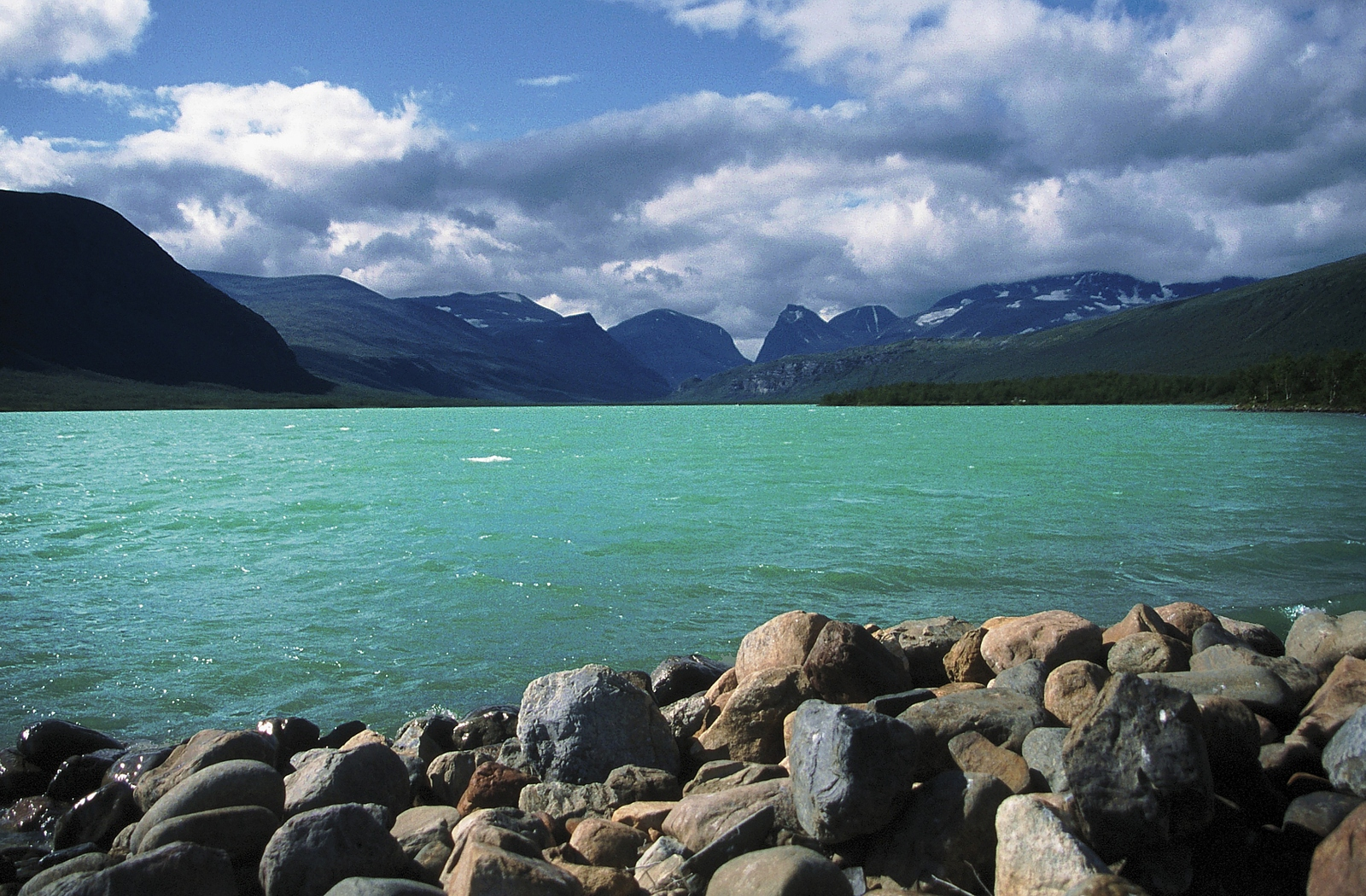
Blick von Osten über den See Ladtjojaure zum Kebnekaise-Massiv
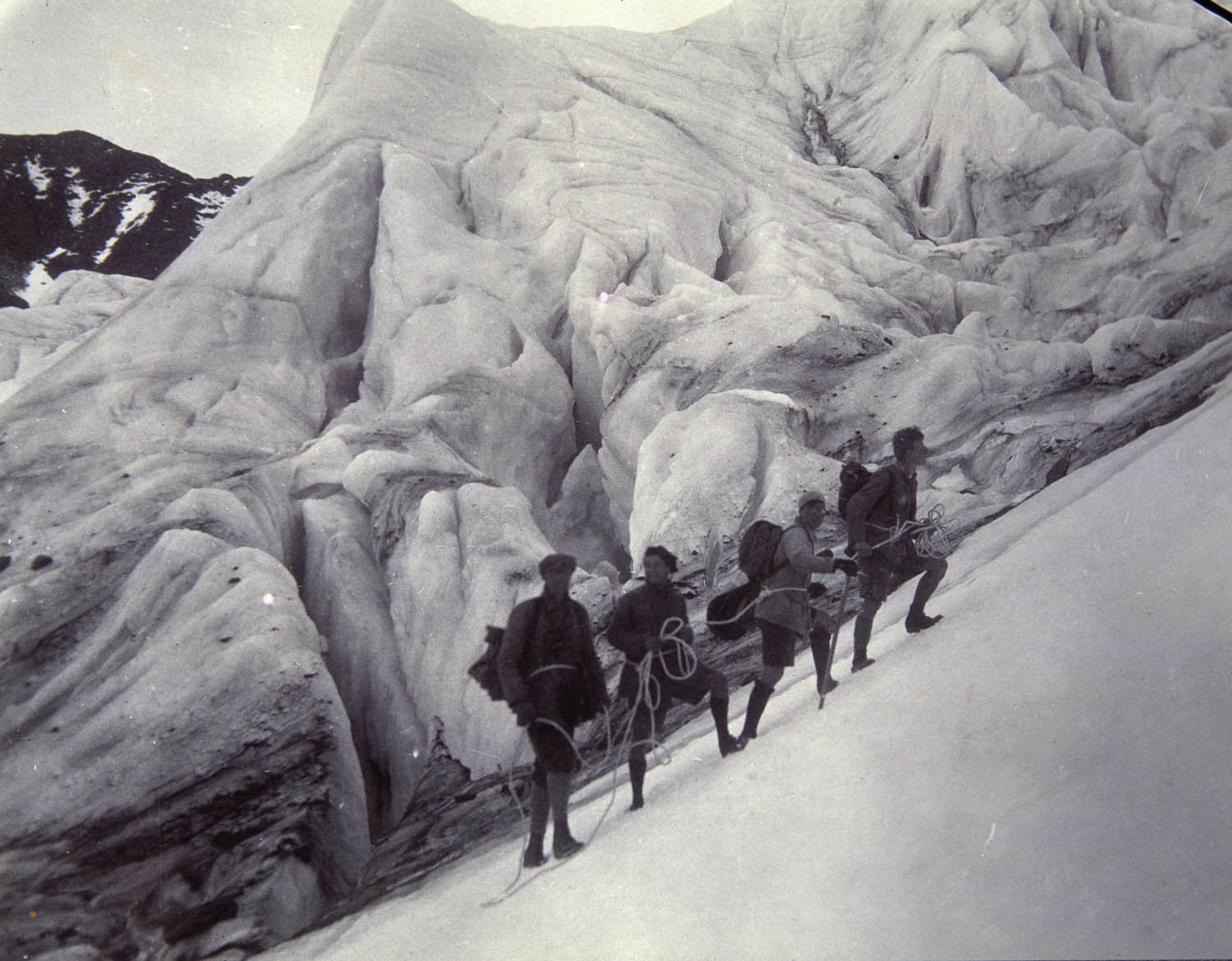
Begehung des Kebnekaise in der ersten Hälfte des 20. Jahrhunderts